# Canon EOS 30D
Canon EOS 30D, to półprofesjonalna lustrzanka cyfrowa, produkowana przez japońską firmę Canon będąca następczynią Canon EOS 20D i poprzedniczką Canon EOS 40D z tego samego cyklu EOS. Jej premiera miała miejsce 21 lutego 2006. Posiada matrycę CMOS o rozdzielczości 8,2 megapikseli. Obsługuje obiektywy typu EF i EF-S i tak jak poprzednik wykorzystuje matrycę typu APS-C.

## Opis
Aparat posiada ekran LCD o wielkości 2,5 cala. Zachowany został 9-polowy autofocus. Migawka pozwala na wykonanie ponad 100 tysięcy zdjęć. Jej maksymalna szybkość to 5 klatek na sekundę. Bufor pozwala na zrobienie 11 zdjęć w formacie RAW lub 30 w formacie JPG w serii. Dostępne jest także robienie zdjęć jednocześnie w formacie JPG jak i CR2. System lustrzanki przechowuje do 9999 zdjęć w jednym folderze na karcie pamięci typu CompactFlash.

### Rozdzielczości
Aparat posiada 7 zróżnicowanych trybów rozdzielczości zdjęć. Każdy tryb (oprócz RAW) posiada dwa przedziały kompresji: Fine – małą, oraz Normal – dużą.
| Tryb   | Rozdzielczość w pikselach | Rozszerzenie pliku | Wielkość wydruku |
| ------ | ------------------------- | ------------------ | ---------------- |
| RAW    | 3504 x 2336               | .CR2               | A3               |
| Large  | 3504 x 2336               | .JPG               | A3               |
| Middle | 2544 x 1696               | .JPG               | A4, A5           |
| Small  | 1728 x 1152               | .JPG               | < A5             |

## Programy
Programy aparatu podzielone są na dwie sekcje: automatycznych nastaw i manualną. Sekcja manualna pozwala na samodzielne wybieranie ustawień wartości przysłony, czułości ISO czy czasu naświetlania. Tylko w tej sekcji dostępny jest zapis w formacie RAW.

### Sekcja manualna
- A-DEP (automatyczne wyznaczanie głębi ostrości).
- M (manualny) – użytkownik sam wybiera zarówno przysłonę jak i czas naświetlania.
- Av (preselekcja przysłony) – aparat wybiera czas naświetlania optymalny dla wybranej przez użytkownika przysłony.
- Tv (preselekcja czasu naświetlania) – tryb odwrotny do Av – aparat wybiera wartość przysłony optymalną dla wybranego przez użytkownika czasu naświetlania.
- P (automatyka ekspozycji) – aparat ustawia optymalną, do panujących warunków wartość przysłony i czasu naświetlania. Użytkownik może jednak ustawić pozostałe nastawy, a także korygować naświetlenie wybrane przed aparat.

### Sekcja automatyczna
- Pełna automatyka – ingerencja użytkownika ogranicza się do naciśnięcia spustu migawki.
- Portret – aparat stara się uzyskać efekt rozmytego tła występujący w fotografiach portretowych.
- Krajobraz
- Makrofotografia – fotografowanie obiektów znajdujących się blisko obiektywu.
- Sport
- Scena nocna – aparat wymusza użycie lampy błyskowej.
- Bez lampy